# Doigts croisés

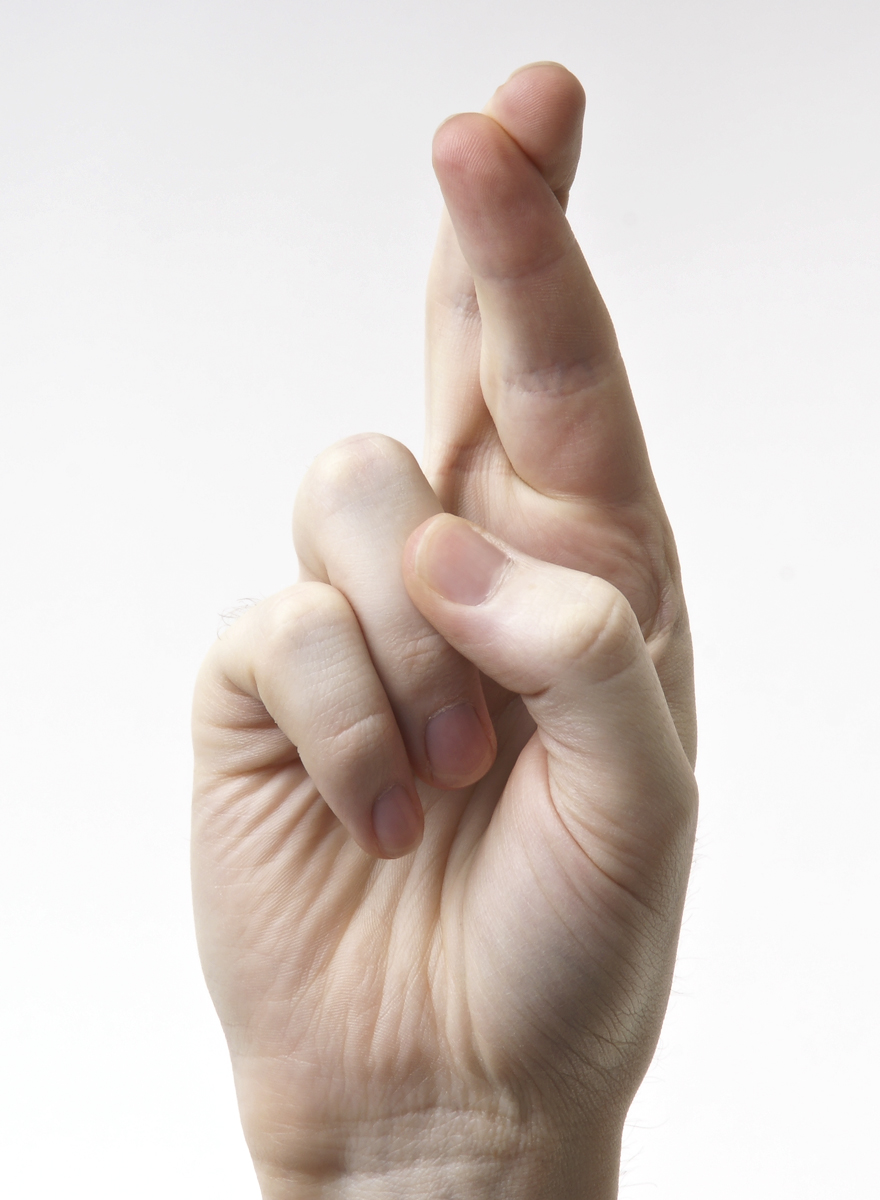
Doigts croisés

Les doigts croisés est un geste de la main couramment utilisé pour souhaiter chance. Le geste est désigné par les expressions courantes « croiser les doigts ».
L'utilisation du geste est souvent considérée par les enfants ou les adultes comme une excuse pour dire un mensonge. Par extension, une croyance similaire est que croiser les doigts, en particulier derrière son dos, invalide une promesse faite.

## Histoire
L'utilisation courante du geste remonterait aux premiers siècles de l'Église chrétienne. Des chrétiens croisaient les doigts pour invoquer la puissance associée à la croix du Christ,.
Au Vietnam, le geste est considéré comme impoli, surtout envers une autre personne. Se référant aux organes génitaux féminins, il est comparable au doigt d'honneur dans la culture occidentale.

## Emoji
On peut exprimer les doigts croisés dans la communication textuelle en utilisant le symbole 🤞, en Unicode U+1F91E.

## Annexe